# In the Flesh
In the Flesh - utwór muzyczny brytyjskiego zespołu rockowego Pink Floyd. Pochodzi z wydanej w 1979 roku rock opery/concept albumu The Wall, i - jak większość utworów z tej płyty - napisany został przez ówczesnego lidera grupy, Rogera Watersa.

## Kompozycja
Utwór jest stosunkowo głośny i raczej dynamiczny. Instrumentalne intro stanowi duplikację potężnej linii melodycznej pochodzącej z otwierającego album "In the Flesh?" (dla którego późniejsze chronologicznie "In the Flesh" stanowi swoistą repryzę). Pomiędzy tym wprowadzeniem a główną częścią liryczną następuje nieznaczna zmiana brzmienia i klimatu - za sprawą nieco "anielskich" partii chóru. Pod koniec rozlega się natomiast kolejna sekwencja organowa, po czym piosenka cichnie do wtóru dźwięku maszerujących młotków. 

## Fabuła
Jak wszystkie utwory na płycie, "In the Flesh" przedstawia część historii jej głównego bohatera, estradowca imieniem Pink. Jest to pierwsza z serii piosenek ukazujących go jako przerażającą, wykreowaną przez własne narkotyczne i emocjonalne ekscesy figurę rasistowskiego przywódcy otępiałych tłumów - wzorowaną częściowo na zmanierowanych gwiazdorach rocka stadionowego, a częściowo na przepełnionych jadem mówcach z nazistowskich wieców. Ten przerażający hymn opętanego nienawiścią i pogardą bohatera wskazuje zatem na dwa główne problemy poruszane przez płytę: 
- leżące w samotności i alienacji psychologiczne podłoża agresji;
- analogię pomiędzy wiernopoddańczymi emocjami, które w masach wywołuje charyzmatyczny "gwiezdny kadet" stojący na scenie rockowej i na politycznej mównicy.

Pink pokazuje także swoje dążenie do tego, by jego władza nad ludźmi opierała się bardziej na strachu niż na szacunku; piętnuje i obraża mniejszości, wykrzykuje, że "gdyby tylko mógł, rozstrzelałby ich wszystkich". Na filmie jest to dodatkowo podkreślone sekwencją przedstawiającą ludzi zamykających oczy, gdy ich "przywódca" przechodzi obok ulicą.
Utwór ten wraz z dwoma kolejnymi ("Run Like Hell" i "Waiting for the Worms") może być także interpretowany jako metafora trzech kolejnych etapów hitlerowskiej drogi do władzy. "In the Flesh" to jego demagogiczne, przepełnione nienawiścią przemówienia, którymi karmił naród na wielkich spędach czy wiecach. "Run Like Hell" to początek wcielania tej ideologii w życie i niszczenia tych, których nienawidził, natomiast "Waiting for the Worms" ukazuje ostateczną kulminację szaleństwa. 
Mimo że utwór pomyślany był jako wyolbrzymiony i przerysowany - a przy tym zdecydowanie pejoratywny - obraz agresji rodzącej się z izolacji i zgnilizny moralnej, podczas kręcenia odpowiadających mu sekwencji filmowych grupa skinheadów (grających publikę i świtę przyboczną Pinka) wzięła sobie bardzo do serca jego najbardziej powierzchowną warstwę tekstową. Poza tym utwór zupełnie nieoczekiwanie stał się inspiracją dla nazwy i symbolu rasistowskiej grupy Hammerskins.

## Wersja filmowa
Podczas sekwencji obrazujących prowadzony przez Pinka wiec / koncert rockowy odtwóca głównej roli, Bob Geldof, przedstawił własną, bardzo ciekawą interpretację obu części "In the Flesh".

## Covery
- Shaun Guerin przedstawiła swoją wersję "In The Flesh" na albumie nagranym w hołdzie dla Pink Floyd (A Fair Forgery of Pink Floyd, 2003)

## Wykonawcy
- David Gilmour - gitary
- Nick Mason - perkusja
- Roger Waters - wokale, gitara basowa, VCS3
- Freddie Mandell - organy
- Bob Ezrin - syntezator
- Joe Chemay, Stan Farber, Jim Haas, Bruce Johnston, John Joyce, Toni Tenille - chórki